# Johann Baptist Zimmermann

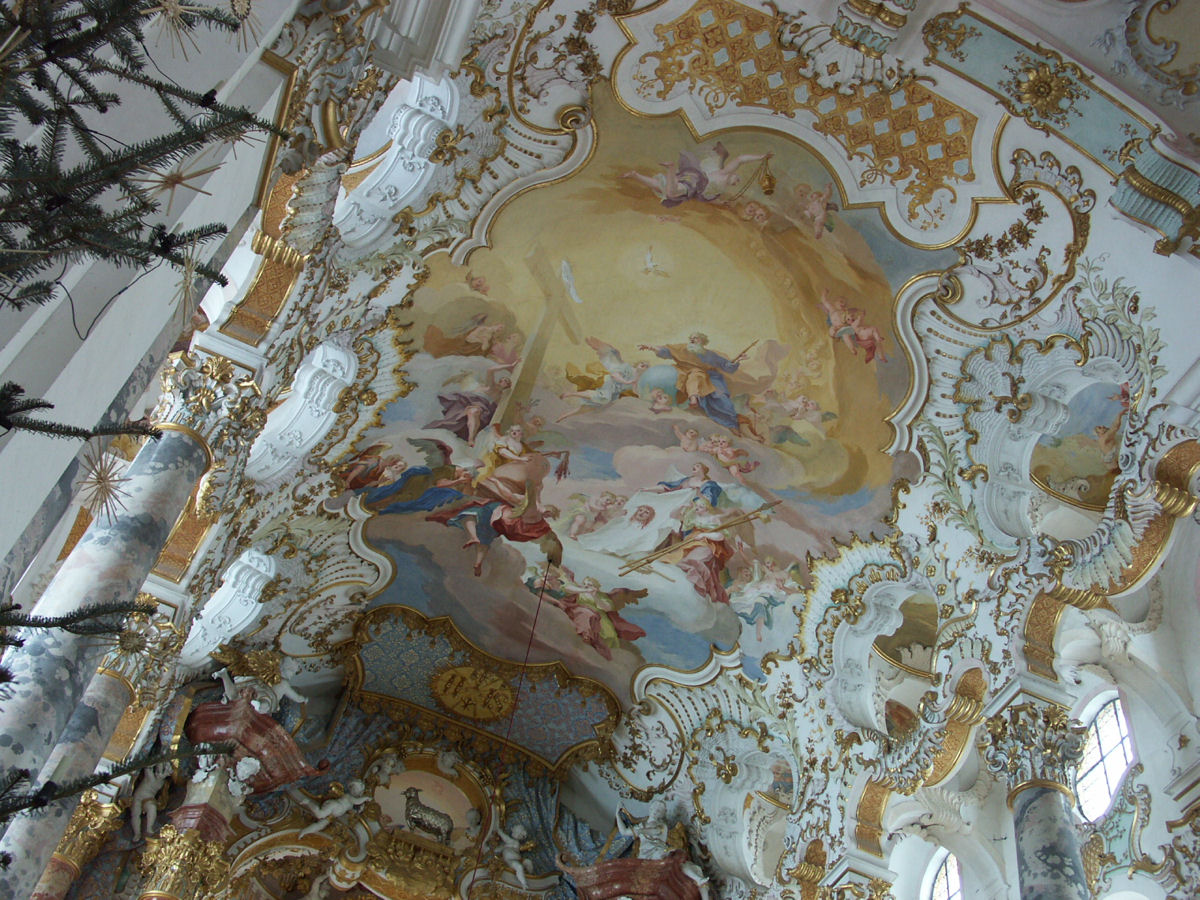
Nástropní freska presbytáře ve Wieskirche

Johann Baptist Zimmermann (3. ledna 1680, Gaispoint u Wessobrunnu – 2. března 1758, Mnichov) byl německý barokní a rokokový malíř a štukatér. Spolu se svým otcem, štukatérem Eliasem Zimmermannem (1656-1696) a bratrem Dominikem je řazen mezi umělce tzv. wessobrunské školy. Od roku 1727 byl dvorním štukatérem bavorských kurfiřtů v Mnichově.

## Hlavní díla

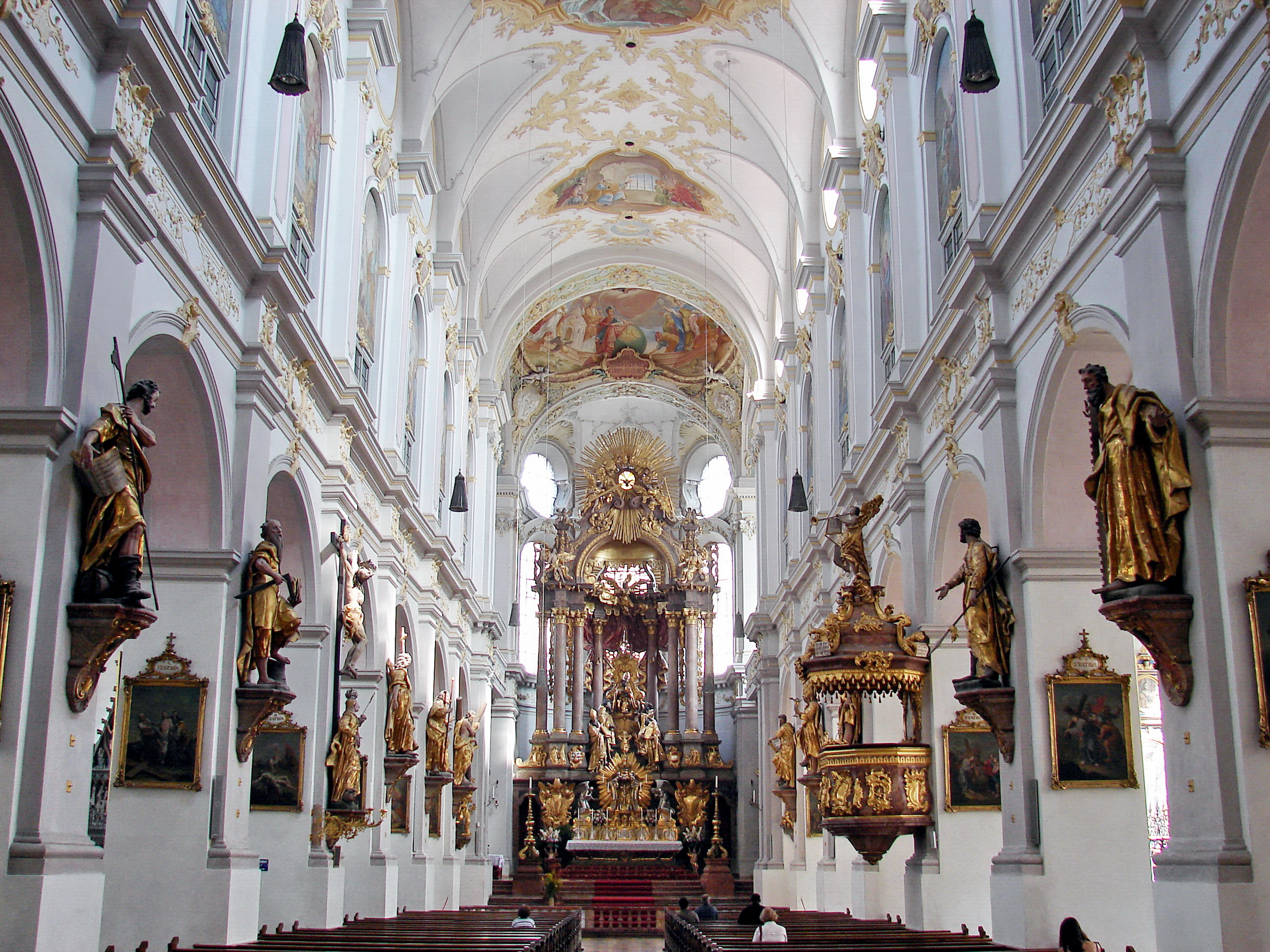
Freska na klenbě hlavní lodi kostela sv. Petra v Mnichově

- 1701: Štuky a fresky v oltářním prostoru kostela Početí P. Marie, Wolnzach-Gosseltshausen
- 1707: Štuky a fresky v oltářním prostoru, štuky v hlavní lodi a sakristii poutního kostela Panny Marie Sněžné v Markt Rettenbach
- před 1710 a 1728: Štuková výzdoba refektáře benediktinského kláštera Tegernsee
- 1709/1710: výzdoba klášterního kostela sv. Jana v Neuburg an der Kammel-Edelstetten
- 1709/1710–1713/1727: Fresky a štuky v kartouze Buxheim ve Švábsku (Mariánská kaple, knihovna)
- 1711–1713: Štuky a fresky v klášteře Maria Saal (klášterní kostel, kapitulní síň)
- 1714: Štuky a fresky ve farním kostele sv. Sixta ve Schliersee.
- 1714–1722: Štuky v opatství Ottobeuren
- okolo 1715: Štuky a fresky na zámku Maxlrain (tři prostory)
- (od) 1716: Štuky a fresky v dómu sv. Benedikta ve Freisingu (křížová chodba, boční lodi)
- 1717: Štuky a fresky na letním zámku freisinského biskupa v Ismaningu (kaple, jídelna)
- 1718–1722: Výzdoba v kostele Nanebevzetí Panny Marie v Maria Medingen
- 1720–1726: štuková výzdoba schodiště zámku Schleißheim
- okolo 1721: štuková výzdoba městského farního kostela sv. Petra v Mnichově
- 1720–1726/1727: Štuky v zámku Nymphenburg v Mnichově (Letní pokoj, zrcadlový sál)
- 1722/1723: Dekorace v klášterním kostele Marie Královny Nebes, Bad Wörishofen
- 1724 a 1731–1733: Štuky a fresky v benediktinském klášteře Benediktbeuern (knihovna, slavnostní sál aj.)
- 1725/1726–1727/1729: Výzdoba farního kostela sv. Petra a Pavla v Buxheimu
- 1725/1727–1728/1733: Dekorace v dominikánském klášterním kostele sv. Marka Sießen (Bad Saulgau)
- 1726–1733: Štuky v prostorách mnichovské rezidence
- 1727–1733: Výzdoba poutního kostela sv. Petra a Pavla ve Steinhausenu
- 1727/1730–1731/1733: Fresky v poutním kostele Bolestné Matky Boží ve Steinhausenu – spolu s bratrem, jedno z nejvýznamnějších děl

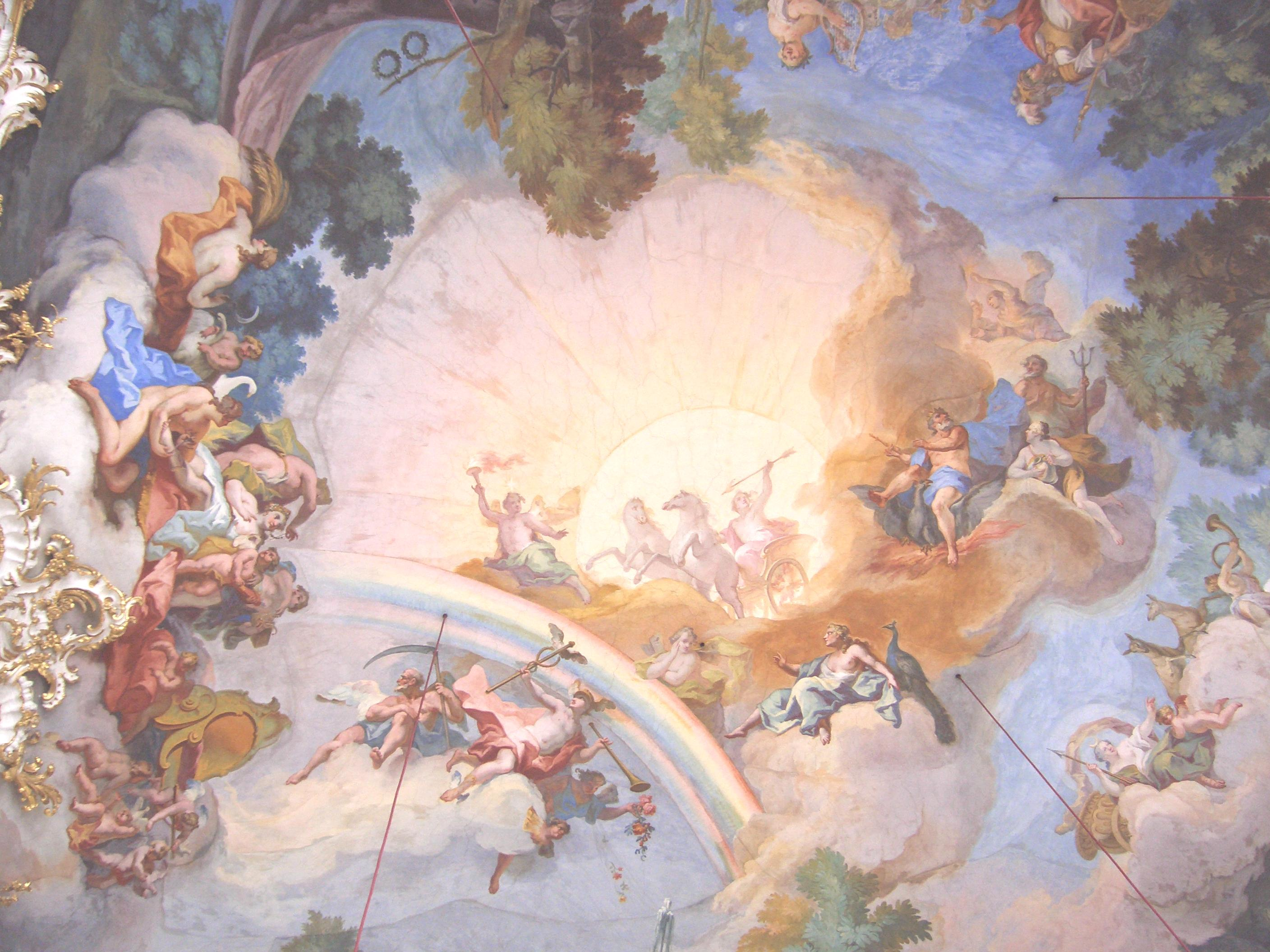
Nástropní freska Kamenného sálu na zámku Nymphenburg

- 1729: Štuky a fresky v augustiniánském kostele sv. Petra a Pavla ve Weyarnu
- 1729/1741–1741/1748: Štuky a fresky v klášterním kostele Nanebevzetí Panny Marie v Dietramszellu
- 1730: Štuky a fresky v augustiniánském kostele v Beyhartingu
- okolo 1730: Štuky v kapli na zámku Maxlrain
- okolo 1730: Štuky v hlavním sále zámku Wallenburg u Miesbachu
- 1730–1739: Štuky v prostorách mnichovské rezidence (Bohatý pokoj)
- 1732: Fresky v býv. kolegiátním kostele Neumünster ve Würzburgu
- 1733/1734: Výzdoba kostela kláštera cisterciaček Seligenthal v Landshutu
- 1733/1754–1756/1760: Štuky a fresky v premonstrátském klášterním kostele sv. Dionýsa a Juliány v Schäftlarnu
- 1734–1737/1739: Štuky v zámeckém parku Amalienburg v Mnichově-Nymphenburgu
- 1735/1738–1740: Výzdoba farního kostela Nanebevzetí Panny Marie v Prien am Chiemsee
- 1737/1743–1744/1752: Štuky a fresky v dvorském kostele sv. Michaela v Berg am Laim
- 1738: Patricijský dům Kern ve Wasserburgu na Innu
- 1745–1752: Výzdoba a štuky klášterního kostela v Ettalu
- 1747/1749–1752: Barokizace kostela sv. Blažeje v Landshutu (štuky, fresky a oltářní obraz Sv. Dominik jako patron města Landshut)
- 1748/1752–1752/1754: Štuky a fresky v poutním kostele der Wallfahrtskirche „Maria Brünnlein zum Trost“ u Wemdingu
- 1749 a 1753–1754: Fresky v poutním kostele u bičovaného Spasitele ve Wiesu – vrcholné dílo J.B. Zimmermanna
- 1751–1752/1754: Štuky a fresky v klášterním kostele v Andechsu
- 1751–1761: Barokizace poutního kostela sv. Anny v Mnichově-Harlachingu
- 1753/1754: Štuky a fresky v městském farním kostele sv. Petra v Mnichově
- 1755/1756–1757: Štuky a fresky Kamenného sálu zámku Nymphenburg v Mnichově
- 1756: fresky v kostele premonstrátského kláštera Neustift u Freisingu
- 1757: Výzdoba farního kostela sv. Víta, Abensberg-Offenstetten